# Rue Africaine
La rue Africaine est une rue bruxelloise de la commune d'Ixelles et de la commune de Saint-Gilles qui va de la chaussée de Waterloo jusqu'au parvis de la Trinité en passant par la rue Américaine et la rue de l'Aqueduc.
En néerlandais, elle se nomme Afrikaansestraat à Ixelles et Afrikastraat à Saint-Gilles. S'y trouvent, notamment, une école communale (le Centre Scolaire Ma Campagne) au numéro 3 et une maison de l'architecte Benjamin de Lestrée de Fabribeckers au numéro 92.
La numérotation des habitations va de 1 à 31 pour le côté impair et de 2 à 108 pour le côté pair.